# Grzegorz Skrzecz

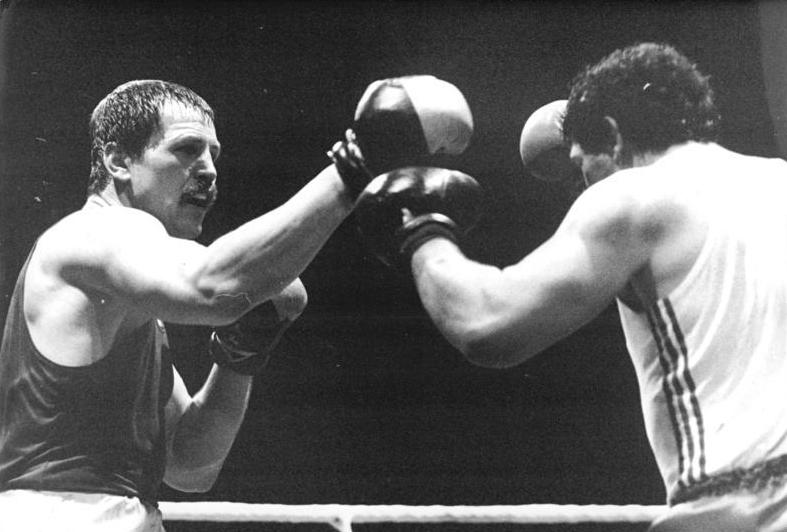
Skrzecz (derecha) en su pelea ante Jürgen Fanghänel de Alemania Democrática.

Grzegorz Skrzecz (Varsovia, 25 de agosto de 1957-15 de febrero de 2023) fue un boxeador polaco de la categoría peso pesado medallista europeo y mundial. Participó en una ocasión en los Juegos Olímpicos. Era hermano gemelo del también boxeador Paweł Skrzecz.

## Carrera
Fue cinco veces campeón nacional de Polonia entre 1979 y 1984. Participó en los Juegos Olímpicos de Moscú 1980, venciendo en la primera ronda a William Isangura de Tanzania, pero terminó eliminado en la segunda ronda por el eventual ganador de la medalla de oro, Teófilo Stevenson de Cuba.
En el Campeonato Mundial de Boxeo Aficionado de 1982 en Múnich, Alemania Federal, obtuvo la medalla de bronce, y en el Campeonato Europeo de Boxeo Aficionado de 1983 en Varna, Bulgaria, volvió a ser medallista de bronce.

## Tras el retiro
Al retirarse pasaría a formar parte de la sección de boxeo del Gwardia Warsaw en 1986 como entrenador. En 2013 fue uno de los jueces en el Campeonato Nacional de Boxeo de Polonia.

## Logros
- Campeonato Nacional de Boxeo de Polonia (5): 1979, 1980, 1981, 1982, 1984
- Golden Belt of Polus (1): 1976